# Anion
Anion – jon o ładunku ujemnym. Anion to każde indywiduum chemiczne, w którym występuje nadmiar elektronów w stosunku do protonów. Podczas elektrolizy anion podąża do elektrody dodatniej, zwanej anodą. Przeciwieństwem anionu jest jon dodatni, czyli kation.

## Powstawanie anionów
Aniony mogą być otrzymywane poprzez:
- redukcję pierwiastków i związków chemicznych
- dysocjację związków chemicznych

## Podział
- aniony proste – jednoatomowe, np. Cl−
, S2−
;
- aniony złożone – wieloatomowe np. CN−
, CO2−
3, HCO−
3, SO2−
4;
  - aniony kompleksowe – rodzaj anionów złożonych, będący kompleksami, np. PtCl2−
6